# Katharina von Schnurbein

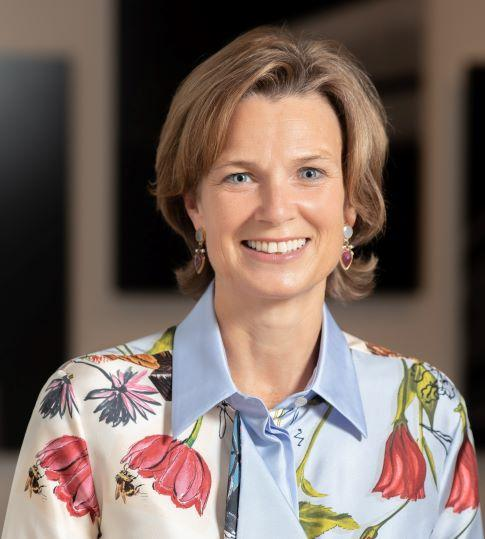
Katharina von Schnurbein (2020)

Katharina von Schnurbein (* 1973 in Schlossau (Regen)) ist eine deutsche Politikwissenschaftlerin. Sie ist seit Dezember 2015 Antisemitismusbeauftragte der Europäischen Kommission. Von 2010 bis 2014 war sie Beraterin von EU-Kommissionspräsident José Manuel Barroso für den Dialog mit Religionen und Weltanschauungen. In der Kommission Juncker wurde sie zur Koordinatorin der Europäischen Kommission zur Bekämpfung von Antisemitismus und der Förderung jüdischen Lebens ernannt. Sie gehört dem Adelsgeschlecht derer von Schnurbein an.

## Leben
Von Schnurbein wuchs in Bayern auf, laut The Times of Israel in einem pro-israelischen und pro-jüdischem Haushalt. Nach dem Studium der Politikwissenschaft und Slawistik in Prag, Bonn und Oxford erlangte sie 1997 den Master of Slavonic Studies der University of Oxford, 1999 den Master of European Studies am Zentrum für Europäische Integrationsforschung (ZEI) der Rheinischen Friedrich-Wilhelms-Universität Bonn. Ihre Masterarbeit schrieb sie über das Thema des politischen Diskurses zum EU-Beitritt in Tschechien. Von 1999 bis 2001 war sie als Mitarbeiterin des Vorsitzenden des EU-Ausschusses im Bundestag tätig. Es folgte ein Studienaufenthalt am Institut für Internationale Beziehungen in Prag. Von 2002 bis 2004 war sie Pressesprecherin der EU-Delegation in Prag. Nach der EU-Erweiterung Tschechiens am 1. Mai 2004 wurde sie Sprecherin des tschechischen EU-Kommissars Vladimír Špidla zuständig für Beschäftigung, Soziales und Chancengleichheit in Brüssel. Das akademische Jahr 2017/18 verbrachte sie als EU-Fellow am Europäischen Hochschulinstitut in Florenz, um über wirksame Maßnahmen zur Bekämpfung des Antisemitismus in ganz Europa zu forschen.
Von Schnurbein ist verheiratet und hat vier Kinder. Sie spricht fließend Deutsch, Englisch, Französisch, Tschechisch und Niederländisch.

## Koordinatorin der Europäischen Kommission zur Bekämpfung von Antisemitismus
Bei ihrer Ernennung wurde von Schnurbein damit beauftragt, europaweit eng mit jüdischen Gemeinden und Organisationen zusammenzuarbeiten und deren Herausforderungen hinsichtlich des Antisemitismus direkt an den ersten Vizepräsidenten der Europäischen Kommission, Frans Timmermans, sowie die Kommissarin für Justiz und Verbraucherschutz, Věra Jourová, zu melden.
Wenige Tage nach ihrer Berufung zur Koordinatorin sprach von Schnurbein auf einem Symposium über die Bedrohung des jüdischen Lebens in Europa. Sie forderte alle Formen des Antisemitismus gleichermaßen ernst zu nehmen: rassistische Vorurteile, antisemitische Verschwörungsmythen, Israel bezogener Antisemitismus und Antizionismus genauso wie Holocaustleugnung oder -verharmlosung. Die im Mai 2016 angenommene Antisemitismusdefinition der International Holocaust Remembrance Alliance (IHRA) benennt alle diese Formen.
Von Schnurbein wies darauf hin, „obwohl in der EU die Leugnung oder Verharmlosung des Holocaust verboten ist, haben bisher nur 13 Mitgliedstaaten von 28 die Richtlinie korrekt umgesetzt“. Im Mai 2016 verabschiedete die EU-Kommission einen Verhaltenskodex mit den großen Plattformen der sozialen Medien zur Löschung illegaler Inhalte im Netz binnen 24 Stunden.
Am 1. Juni 2017 nahm das Europäische Parlament mit Dreiviertelmehrheit eine Entschließung gegen Antisemitismus an. Am 6. Dezember 2018 beschlossen die EU-Mitgliedstaaten einstimmig eine Erklärung des Rates zur Bekämpfung von Antisemitismus und zur Entwicklung eines gemeinsamen Sicherheitskonzepts für einen besseren Schutz jüdischer Gemeinschaften und Einrichtungen in Europa.
Mitte Juni 2019 tagte zum ersten Mal eine Antisemitismus-Arbeitsgruppe der Europäischen Kommission, die die EU-Mitgliedsstaaten unterstützen soll, bis Ende 2020 national Strategien gegen Antisemitismus zu erarbeiten, die vor Ort umgesetzt werden können. In der Arbeitsgruppe sitzen aus jedem Land ein Vertreter der jüdischen Gemeinde und zwei der Regierungsseite. Bei der ersten Sitzung ging es um das Thema Sicherheit, welches sowohl für die jüdischen Vertreter als auch die Mitgliedstaaten von zentraler Bedeutung ist. Die zweite Sitzung im Dezember 2019 tagte zum Bereich Bildung.

## Kommission von der Leyen I
In der Kommission von der Leyen I, die Ende November 2019 vom Europäischen Parlament gewählt wurde, ist Katharina von Schnurbein direkt bei Ursula von der Leyens Stellvertreter Margaritis Schinas (Griechenland) angesiedelt. Schinas bekam neben der Zuständigkeiten für Migration, Integration, Sicherheit auch  den Bereich Bildung, Jugend und Sport. Unterstützt wird von Schnurbein von einem neu eingesetzten Team, welches sich ausschließlich um die Thematik „Bekämpfung von Antisemitismus“ kümmert.

## Stellungnahmen
- Katharina von Schnurbein verwehrt sich dagegen, dass bestimmte Parteien beim Antisemitismus nur auf Muslime zeigen:  „Jede Form von Antisemitismus ist inakzeptabel. Es ist immer einfach, von einer Seite auf die andere zu zeigen.“  Sie weist die Annahme zurück, dass die Gefahr des muslimischen Antisemitismus wesentlich größer sei als rechter oder linker Antisemitismus: „Pauschale Ressentiments gegen alle Angehörigen einer Religionsgemeinschaft, die mit einer abscheulichen, aber insgesamt winzigen Minderheit von militanten Fanatikern und Terroristen gleichgesetzt werden, erklären das Problem nicht. Sie vergrößern es vielmehr, weil sie darauf zielen, die Mehrheit der Muslime – die sich energisch von Islamisten und Dschihadisten distanziert – in die Solidarität mit den Fanatikern zu drängen. Dann hätte die Denunziation ihr Ziel erreicht.“[14]

- „Die Schwelle für antisemitische und andere Hassäußerungen ist sehr viel niedriger geworden. Im Netz, wo man anonymer ist, schaukeln sich diese noch weiter hoch. Die Schleusen sind offen.“ Im Mai 2016 habe sich die EU-Kommission mit führenden IT-Unternehmen wie Twitter, YouTube, Facebook und Microsoft auf einen Verhaltenskodex geeinigt, in dem diese sich verpflichten, ihnen gemeldete Hassbotschaften binnen 24 Stunden zu untersuchen und gegebenenfalls vom Netz zu nehmen. In der Umsetzung gebe es bereits beträchtliche Fortschritte, so von Schnurbein.[15]

- Katharina von Schnurbein appellierte während der Konferenz „An End to Antisemitism!“ in Wien an die EU-Staaten, finanzielle Hilfen zum Schutz jüdischer Einrichtungen bereitzustellen. Es dürfe nicht sein, dass sich säkulare wie auch religiöse Juden verstecken müssten in Europa. „Europa ohne Juden ist nicht mehr Europa.“ Antisemitismus sei ein Indikator, dass sich eine Gesellschaft zum Schlechten hin entwickele. „Es fängt mit den Juden an und es hört nicht mit ihnen auf.“ Die Beauftragte forderte alle EU-Staaten auf, antisemitische Straftaten gesondert zu erheben. Dies ist laut Agentur der Europäischen Union für Grundrechte in elf EU-Staaten noch nicht der Fall. Doch je detaillierter die Datenerhebung zu antisemitischen Vorfällen ist, desto gezielter könne die Strafverfolgung angepackt werden.[16]

## Kritik
Katharina von Schnurbein war bei einem vertraulichen Treffen mit EU-Botschaftern in Tel Aviv im Mai 2024 anwesend und äußerte, dass mögliche EU-Sanktionen gegen Israel auf „Gerüchten über Juden“ beruhen könnten und nicht auf Fakten. Sie relativierte dabei Berichte über Hunger und Not in Gaza, indem sie betonte, Israel würde humanitäre Hilfen bereitstellen, und stufte aktuelle Formen von Solidarität mit Palästinensern – etwa Wohltätigkeitsaktionen für Gaza und Spendenaufrufe für das Rote Kreuz – als potenziellen Antisemitismus ein. Diese Aussagen stießen auf deutlichen Widerspruch mehrerer EU-Botschafter, die davor warnten, legitime Israel-Kritik mit Antisemitismus gleichzusetzen. Von Schnurbein habe außerdem Argumentationsmuster der israelischen Regierung aufgegriffen, etwa Vorwürfe manipulierter Medienberichterstattung oder eine Steuerung europäischer Proteste durch die Hamas. Menschenrechtsorganisationen wie Amnesty International und der israelische Historiker Amos Goldberg warfen von Schnurbein daraufhin vor, ihr Mandat, jüdisches Leben in Europa zu schützen, mit außen- und sicherheitspolitischen Wertungen zum Nahostkonflikt zu vermischen. Damit drohe die inhaltliche Verwässerung und Instrumentalisierung des Antisemitismusbegriffs sowie die Relativierung menschenrechtlicher Vorwürfe gegen Israel. Die Aussagen von Schnurbeins führten dazu, dass 26 Abgeordnete des EU-Parlaments aus verschiedenen Fraktionen von Schnurbeins sofortigen Rücktritt forderten. Sie warfen ihr vor, humanitäre Solidarität und vormals akzeptierte Formen politischer Proteste pauschal als antisemitisch zu diffamieren, den Kampf gegen Antisemitismus zu schwächen und die Glaubwürdigkeit der EU zu beschädigen. Zusätzliche Kritik entzündete sich an von Schnurbeins Social-Media-Aktivitäten, etwa an der Verbreitung eines Beitrags, der Greta Thunberg als Holocaust-Leugnerin diffamierte. Auch innerhalb der EU-Kommission gab es Widerstand: Die Initiative „EU staff for peace“ warf von Schnurbein vor, karitative Aktionen für Gaza zu diskreditieren.

## Auszeichnungen
- B’nai B’rith Human Rights Prize 2018 (Menschenrechtsauszeichnung)[20]
- Marietta und Friedrich Torberg-Medaille  2021 der Israelitischen Kultusgemeinde Wien
- Rabbi-Moshe-Rosen Prize 2022 der  Europäischen Rabbinerkonferenz, gemeinsam mit Charlotte Knobloch, die für ihr Lebenswerk die “Presidential Award” erhielt.[21]